# Horstmar

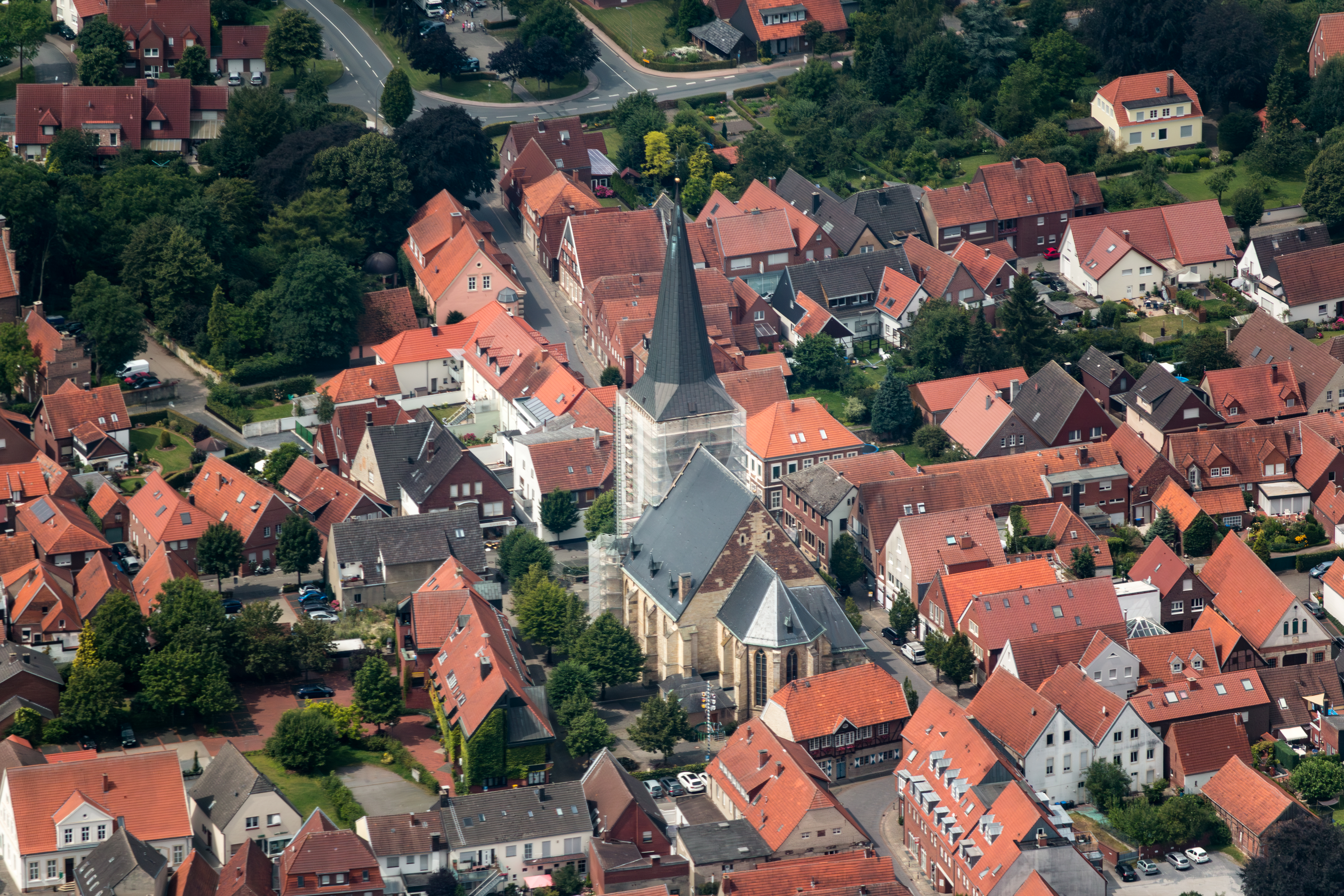
Flygbild över centrum

Horstmar är en stad i Kreis Steinfurt i Regierungsbezirk Münster i förbundslandet Nordrhein-Westfalen i Tyskland.